# Kazimierz Mańczak

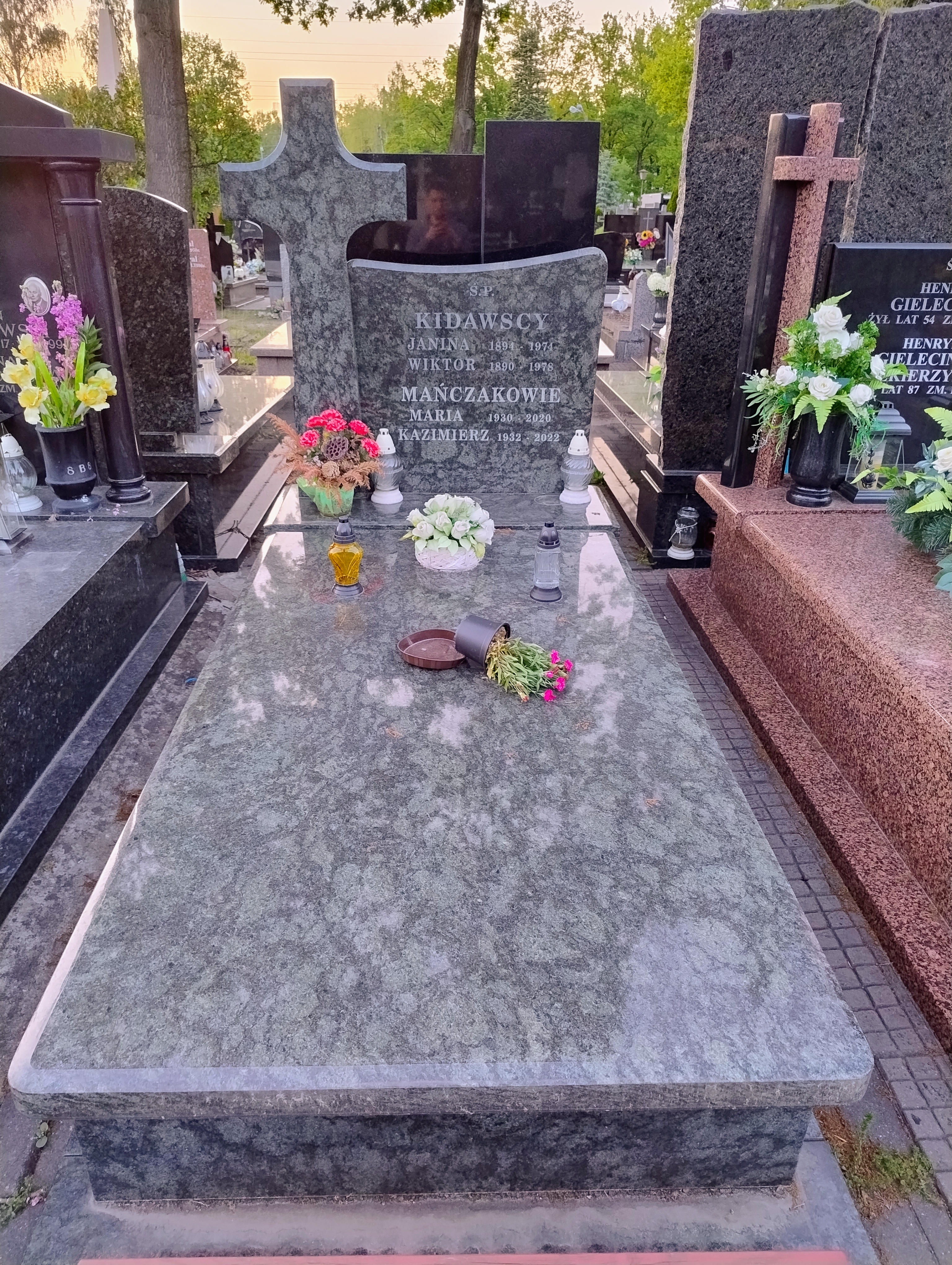
Grób Kazimierza Mańczaka

Kazimierz Mańczak (ur. 5 grudnia 1932 w Sosnowcu, zm. 8 sierpnia 2022 w Warszawie) – polski informatyk, profesor nauk technicznych.

## Życiorys
W 1956 ukończył studia w zakresie automatyki w Politechnice Warszawskiej. W 1962 doktoryzował się tamże, a w 1968 habilitował. W 1973 uzyskał tytuł profesora nauk technicznych. Został zatrudniony na stanowisku profesora nadzwyczajnego na Wydziale Informatyki Wyższej Szkoły Informatyki Stosowanej i Zarządzania.
Był profesorem zwyczajnym w Warszawskiej Wyższej Szkole Informatyki, w Szkole Wyższej im. Pawła Włodkowica, oraz w Instytucie Badań Systemowych Polskiej Akademii Nauk.
Stopień doktora pod jego kierunkiem uzyskał m.in. Jan Studziński.
Syn Aleksandra i Genowefy. Pochowany na Cmentarzu w Marysinie Wawerskim w Warszawie.